# (13624) Abeosamu
(13624) Abeosamu est un astéroïde de la ceinture principale.

## Description
(13624) Abeosamu est un astéroïde de la ceinture principale. Il fut découvert le 17 octobre 1995 à Nanyo par Tomimaru Okuni. Il présente une orbite caractérisée par un demi-grand axe de 2,25 UA, une excentricité de 0,10 et une inclinaison de 3,6° par rapport à l'écliptique.

## Compléments